# Mónica Hernández
Mónica Hernández (4 de mayo de 1990) es una deportista mexicana que compite en judo. Ganó dos medallas de bronce en el Campeonato Panamericano de Judo, en los años 2013 y 2014.

## Palmarés internacional
| Campeonato Panamericano | Campeonato Panamericano | Campeonato Panamericano | Campeonato Panamericano |
| Año                     | Lugar                   | Medalla                 | Categoría               |
| ----------------------- | ----------------------- | ----------------------- | ----------------------- |
| 2013                    | San José (Costa Rica)   | Medalla de bronce       | –52 kg                  |
| 2014                    | Guayaquil (Ecuador)     | Medalla de bronce       | –52 kg                  |